# کانتون فلابیو آلفارو
کانتون فلابیو آلفارو (به اسپانیایی: Cantón Flavio Alfaro) یک منطقهٔ مسکونی در اکوادور است که در Manabí Province واقع شده‌است.